# Jean Scott
Pour les articles homonymes, voir Scott.
Jean Atkinson Scott , née le 15 mars 1951, est une patineuse artistique britannique, double championne de Grande-Bretagne en 1972 et 1974, vice-championne d'Europe en 1973.

## Biographie

### Carrière sportive
Jean Scott est montée cinq fois sur le podium des championnats britanniques, dont deux fois sur la plus haute marche en 1972 et 1974.
Elle représente son pays à trois championnats européens (1971 à Zurich, 1972 à Göteborg et 1973 à Cologne), trois mondiaux (1971 à Lyon, 1972 à Calgary et 1973 à Bratislava) et aux Jeux olympiques d'hiver de 1972 à Sapporo.
Lors des championnats européens de 1973, elle conquiert la médaille d'argent derrière l'est-allemande Christine Errath.
Elle quitte les compétitions sportives en 1974.

## Palmarès
| Compétitions principales        | 1970    | 1971    | 1972    | 1973    | 1974    |  |  |  |  |  |  |  |  |  |
| Jeux olympiques d'hiver         |         |         | 11e     |         |         |  |  |  |  |  |  |  |  |  |
| Championnats du monde           |         | 15e     | 6e      | 5e      |         |  |  |  |  |  |  |  |  |  |
| Championnats d’Europe           |         | 11e     | 7e      | 2e      |         |  |  |  |  |  |  |  |  |  |
| Championnats de Grande-Bretagne | 3e      | 2e      | 1re     | 2e      | 1re     |  |  |  |  |  |  |  |  |  |
|                                 |         |         |         |         |         |  |  |  |  |  |  |  |  |  |
| Autres Compétitions             | 1969/70 | 1970/71 | 1971/72 | 1972/73 | 1973/74 |  |  |  |  |  |  |  |  |  |
| Skate Canada                    |         |         |         |         | 3e      |  |  |  |  |  |  |  |  |  |
| Trophée Richmond                |         |         | 5e      | 3e      |         |  |  |  |  |  |  |  |  |  |
|                                 |         |         |         |         |         |  |  |  |  |  |  |  |  |  |